# Ligusticum canadense
Ligusticum canadense là một loài thực vật có hoa trong họ Hoa tán. Loài này được (L.) Britton mô tả khoa học đầu tiên năm 1894.